# 벨벳과일먹는박쥐
벨벳과일먹는박쥐(Enchisthenes hartii)는 주걱박쥐과에 속하는 남아메리카 박쥐의 일종이다. 벨벳과일먹는박쥐속(Enchisthenes)의 유일종이다. 볼리비아와 콜롬비아, 코스타리카, 에콰도르, 엘살바도르, 과테말라, 온두라스, 멕시코, 파나마, 페루 그리고 미국과 베네수엘라에서 발견된다.